# Pablo José Hernández Rivera
Pablo José Hernández Rivera (San Juan, 11 de mayo de 1991) es un abogado, escritor y político puertorriqueño miembro del Partido Popular Democrático. Es nieto del exgobernador y expresidente del PPD Rafael Hernández Colón. Fue elegido como comisionado residente en las elecciones de 2024.

## Primeros años y educación
Hernández nació el 11 de mayo de 1991 en San Juan, hijo de los abogados Patricia Rivera y José Alfredo Hernández Mayoral, segundo hijo del exgobernador Rafael Hernández Colón y la ex primera dama Lila Mayoral. En el 2009 se graduó de escuela superior de la Academia del Perpetuo Socorro en Miramar.
En 2013 Hernández Rivera se graduó de la Universidad de Harvard con un bachillerato con concentración en gobierno y en 2017 se gradúa de la escuela de derecho de la Universidad de Stanford. Ese mismo año juró como abogado.

## Carrera profesional
En el 2017 Hernández Rivera comenzó a trabajar en el Tribunal Federal en Puerto Rico. Además, desde el mismo año ha servido como abogado y consultor de política pública en Washington D. C.
Como escritor, Hernández Rivera es autor de Compatriotas: Exilio y retorno de Luis Muñoz Marín y coautor de A toda vela: Memorias de Rafael Hernández Colón (1985–1992). Adicionalmente ha escrito columnas para el periódico El Nuevo Día.

## Carrera política
A los 14 años Hernández Rivera comenzó a trabajar como voluntario para el comité municipal de San Juan del Partido Popular Democrático. Para las elecciones de 2012 fue el encargado de coordinar el voto ausente para el PPD. Tras la victoria de Alejandro García Padilla en estas elecciones, se integró a su equipo de trabajo. Para las elecciones de 2016 hizo campaña por David Bernier, candidato del Partido Popular a la gobernación.
El 4 de mayo de 2023 Hernández Rivera oficializó sus intenciones a ser candidato a comisionado residente por el Partido Popular Democrático en las elecciones generales de 2024. El 5 de noviembre de 2024, resultó electo comisionado residente.
En enero de 2025, Pablo José Hernández Rivera anunció su candidatura a la presidencia del Partido Popular Democrático (PPD) tras la renuncia de Jesús Manuel Ortiz. El 2 de febrero asumió la presidencia del partido y anunció su intención de refundar la colectividad definiéndola como "realista, autonomista y de centro".
En junio de 2025, Pablo José Hernández participó en el desfile puertorriqueño en Nueva York, Estados Unidos, lo que lo convertiría en el primer comisionado residente en Washington en asistir a la celebración de la identidad puertorriqueña en Estados Unidos desde Aníbal Acevedo Vilá.

## Vida personal
Hernández Rivera contrajo matrimonio con su esposa Mónica Teresa en 2020.

## Historial electoral
| Año  | Cargo                 | Tipo      | Partido | Partido | Votos   | %     | Posición | Resultado |
| ---- | --------------------- | --------- | ------- | ------- | ------- | ----- | -------- | --------- |
| 2024 | Comisionado residente | Generales |         | PPD     | 530,540 | 43.50 | 1.ª      | Electo    |